# Franco Ferrai
Franco Ferrai (Gairo, 4 settembre 1910 – Roma, 7 dicembre 1986) è stato un artista italiano.

## Biografia
Figlio di Bernardo Ferrai e Francesca Contu, fa le scuole elementari e medie a Gairo e poi s'iscrive alle " Scuole Riunite per corrispondenza" a Nuoro, in quanto la famiglia è poco abbiente e non può permettersi di farlo studiare altrove. Lì conosce colei che sarà la sua musa ispiratrice e sua prima moglie, Stefania Borghesi, di sedici anni più anziana di lui, e con lei deciderà di andare a Firenze per iscriversi all'Istituto Statale d'Arte di Firenze. Diplomatosi a pieni voti, può insegnare subito presso le città di Nuoro, Roma, Viterbo. Quando si trova a Nuoro stringe amicizia con Eugenio Tavolara, Mario Paglietti, Mario Delitala e Gavino Tilocca. Dai primi anni cinquanta si stabilisce nel Lazio, prima a Viterbo e poi, definitivamente a Roma. In queste città dipinge incessantemente e fa diverse mostre personali e collettive di rilievo, spostandosi per esporre anche a Firenze, Bologna, Napoli e Palermo. Nel 1952, 1956 e nel 1965 è stato invitato alla Quadriennale di Roma riscuotendo buon successo di critica, infatti in questo periodo parleranno di lui i critici Giulio Carlo Argan, Roberto Battaglia e Francesco Benedetti, con i quali poi intrattiene buoni rapporti d'amicizia, così come anche nel caso dello scrittore Giuseppe Dessì.
Morta nel 1974 la prima moglie, si risposa con la professoressa Renata Lori con la quale rimane sino all'ultimo. Prima di morire nella sua casa di Roma nel 1986 all'età di 76 anni, fa una grande donazione delle sue opere pittoriche ai comuni di Gairo e Cardedu. Dopo la sua morte, la moglie Renata dona il resto della collezione al comune di Lanusei e quest'ultimo, attraverso queste donazioni,  conserverà il tutto in un museo a lui intitolato, con uno spazio espositivo permanente.
Di lui pubblicherà un libro postumo lo scrittore Tonino Loddo. Il comune di Cardedu gli ha dedicato le scuole materne.

## Premi
- 1954 Premio Mostra Nazionale Francesco Paolo Michetti di Francavilla al Mare col Premio Regione Sardegna.
- 1955 Premio Mostra Nazionale di Viterbo.
- 1962 Premio Regionale di Civitavecchia
- 1966 Premio Mostra Internazionale città di Marino (Italia)